# Bonifacio (piève)
Pour les articles homonymes, voir Bonifacio (homonymie).
Bonifacio est une ancienne piève de Corse. Située dans le sud-est de l'île, elle relevait de la province de Bonifacio sur le plan civil et était une enclave du diocèse de Gênes sur le plan religieux.

## Géographie
Les pièves limitrophes de Bonifacio sont :

## Histoire
La piève de Bonifacio désigne la ville de Bonifacio et le petit territoire qui dépendait d'elle pour former au Moyen Âge une piève à eux seuls, d'après Geneviève Moracchini-Mazel. Elle étendait sa juridiction jusqu'aux îles du détroit et du nord de la Sardaigne.
En 1516, les Bonifaciens, pour ne plus subir le contre-coup des guerres incessantes des féodaux corses, demandèrent au pape de dépendre directement de l'archevêque de Gênes, ce qui leur fut accordé. Mais l'évêque d'Ajaccio protesta à Rome, s'estimant lésé dans la question sur la perception des dîmes. Des délégués apostoliques procédèrent alors à une mensuration du territoire et en 1520 un accord intervint au sujet des redevances que les Bonifaciens continuèrent à devoir à l'évêque d'Ajaccio. Cette situation dura jusqu'au Concordat.

## La piève religieuse
L'église piévane, ou piève de Bonifacio était l'église de Sainte-Marie-Majeure, située dans la haute ville et actuelle paroisse.